# Liste der Monuments historiques in Saulces-Monclin
Die Liste der Monuments historiques in Saulces-Monclin führt die Monuments historiques in der französischen Gemeinde Saulces-Monclin auf.

## Liste der Immobilien
| Bezeichnung       | Beschreibung            | Standort                      | Kennzeichnung | Schutzstatus | Datum | Bild           |
| ----------------- | ----------------------- | ----------------------------- | ------------- | ------------ | ----- | -------------- |
| Kapelle Ste-Marie | aus dem 13. Jahrhundert | Rue de la Vielle Ville (Lage) | PA00078512    | Inscrit      | 1984  | weitere Bilder |

## Liste der Objekte
| Bezeichnung                                         | Beschreibung                                                                         | Standort                        | Kennzeichnung | Schutzstatus | Datum | Bild |
| --------------------------------------------------- | ------------------------------------------------------------------------------------ | ------------------------------- | ------------- | ------------ | ----- | ---- |
| Pietà                                               | Stein, 16. Jahrhundert                                                               | in der Kirche St-Nicolas (Lage) | PM08000494    | Classé       | 1911  |      |
| Skulptur Stehende Madonna mit Kind                  | Holz, farbig gefasst, 16. Jahrhundert                                                | in der Kapelle Ste-Marie (Lage) | PM08000500    | Classé       | 1966  |      |
| Skulptur Sitzende Madonna mit Kind (1)              | Kreide, farbig gefasst, 13. Jahrhundert; in der Mairie deponiert                     | in der Kapelle Ste-Marie (Lage) | PM08000497    | Classé       | 1966  |      |
| Skulptur Sitzende Madonna mit Kind (2)              | Kreide, farbig gefasst, 13. Jahrhundert; in der Kirche deponiert                     | in der Kapelle Ste-Marie (Lage) | PM08000498    | Classé       | 1966  |      |
| Skulpturengruppe Heiliger Rochus mit Engel und Hund | Holz, farbig gefasst, 17. oder 18. Jahrhundert; in der Mairie deponiert              | in der Kapelle Ste-Marie (Lage) | PM08000499    | Classé       | 1966  |      |
| Empore                                              | Holz, 16. Jahrhundert                                                                | in der Kapelle Ste-Marie (Lage) | PM08000495    | Classé       | 1911  |      |
| Fünf Reliefs mit Szenen aus dem Leben Christi       | vom alten Hauptaltar; Holz, farbig gefasst, 16. Jahrhundert; in der Kirche deponiert | in der Kapelle Ste-Marie (Lage) | PM08000496    | Classé       | 1911  |      |
| Skulptur eines heiligen Bischofs                    | Holz, 19. Jahrhundert; in der Mairie deponiert                                       | in der Kapelle Ste-Marie (Lage) | PM08000501    | Classé       | 1966  |      |